# Năruja
Năruja es una comuna ubicada en el distrito de Vrancea, Rumania.

## Superficie
Posee una superficie de 32,96 kilómetros cuadrados.

## Demografía
Hasta 2021 la población era de 1806 habitantes, con una densidad de población de 54,79 habitantes por kilómetro cuadrado.